# Surval Montreux

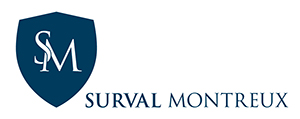
Logo de Surval Montreux.

Surval Montreux (Surval Mont-Fleuri) est une école privée de bonnes manières suisse, sise à Glion. Elle est réservée aux jeunes filles.

## Histoire
L'école est fondée en 1961 à Leysin, dans le canton de Vaud. Elle déménage à Glion en 1988, dans le bâtiment de l'ancien Hôtel Mont-Fleuri.
Confrontée à des difficultés financières, elle est rachetée en 2012 par le groupe britannique Bellevue Education (en).

### Effectif
L'école compte une septantaine d'élèves autour de 2010,.

### Directeur
- 1976 - 2010 : Fritz Sidler[2]

- De 2010 à 2012 au moins : Jean-Pierre Fauquex[3]